# Comuna Hodod, Satu Mare
Hodod (în maghiară: Hadad, în germană: Kriegsdorf) este o comună în județul Satu Mare, Transilvania, România, formată din satele Giurtelecu Hododului, Hodod (reședința), Lelei și Nadișu Hododului.

## Demografie
Componența etnică a comunei Hodod
     Maghiari (69,73%)
     Români (21,76%)
     Romi (4,19%)
     Alte etnii (0,14%)
     Necunoscută (4,19%)
Componența confesională a comunei Hodod
     Reformați (59,44%)
     Ortodocși (21,62%)
     Baptiști (9,51%)
     Penticostali (3,57%)
     Alte religii (1,48%)
     Necunoscută (4,39%)
Conform recensământului efectuat în 2021, populația comunei Hodod se ridică la 2.914 locuitori, în scădere față de recensământul anterior din 2011, când fuseseră înregistrați 3.056 de locuitori. Majoritatea locuitorilor sunt maghiari (69,73%), cu minorități de români (21,76%) și romi (4,19%), iar pentru 4,19% nu se cunoaște apartenența etnică. Din punct de vedere confesional, majoritatea locuitorilor sunt reformați (59,44%), cu minorități de ortodocși (21,62%), baptiști (9,51%) și penticostali (3,57%), iar pentru 4,39% nu se cunoaște apartenența confesională.

## Politică și administrație
Comuna Hodod este administrată de un primar și un consiliu local compus din 11 consilieri. Primarul, Francisc Balog[*], de la Uniunea Democrată Maghiară din România, este în funcție din 2004. Începând cu alegerile locale din 2024, consiliul local are următoarea componență pe partide politice:
|  | Partid                                 | Consilieri | Componența Consiliului | Componența Consiliului | Componența Consiliului | Componența Consiliului | Componența Consiliului | Componența Consiliului | Componența Consiliului | Componența Consiliului |
|  | -------------------------------------- | ---------- | ---------------------- | ---------------------- | ---------------------- | ---------------------- | ---------------------- | ---------------------- | ---------------------- | ---------------------- |
|  | Uniunea Democrată Maghiară din România | 8          |                        |                        |                        |                        |                        |                        |                        |                        |
|  | Partidul Social Democrat               | 2          |                        |                        |                        |                        |                        |                        |                        |                        |
|  | Partidul Național Liberal              | 1          |                        |                        |                        |                        |                        |                        |                        |                        |

## Imagini

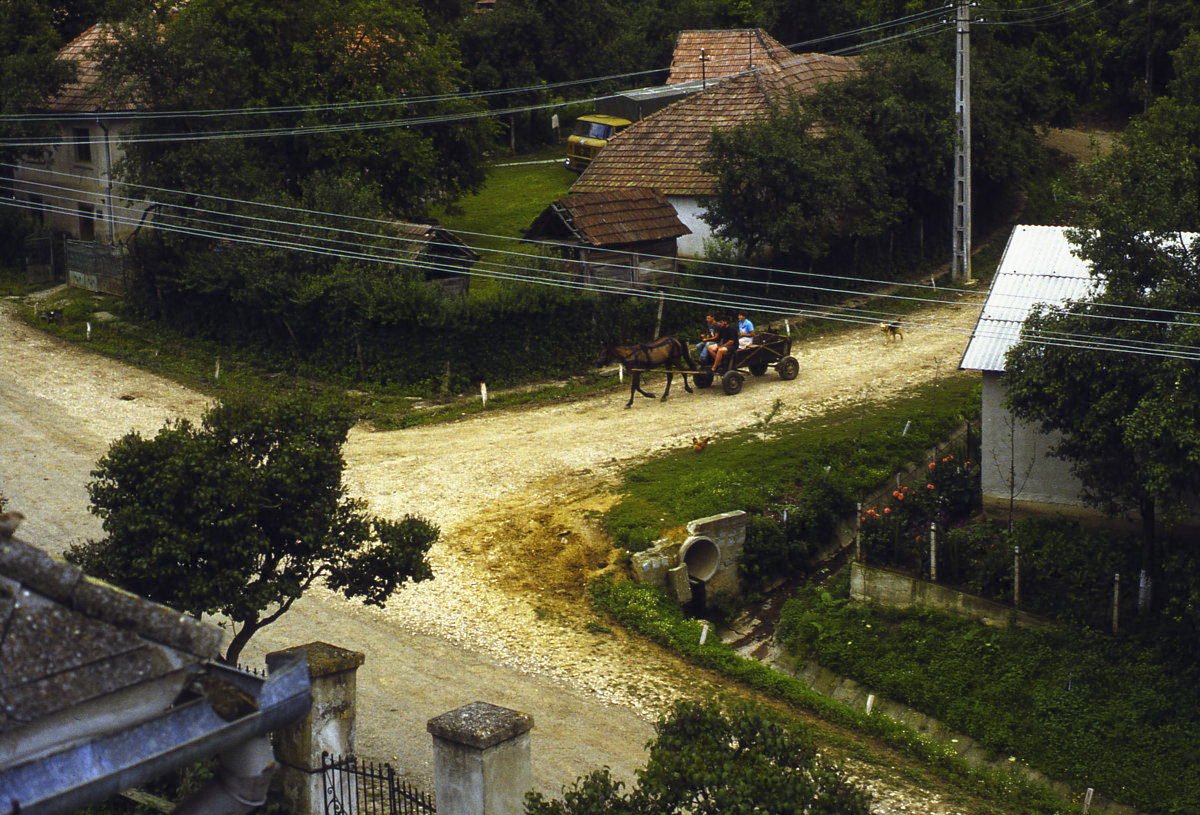
Lelei
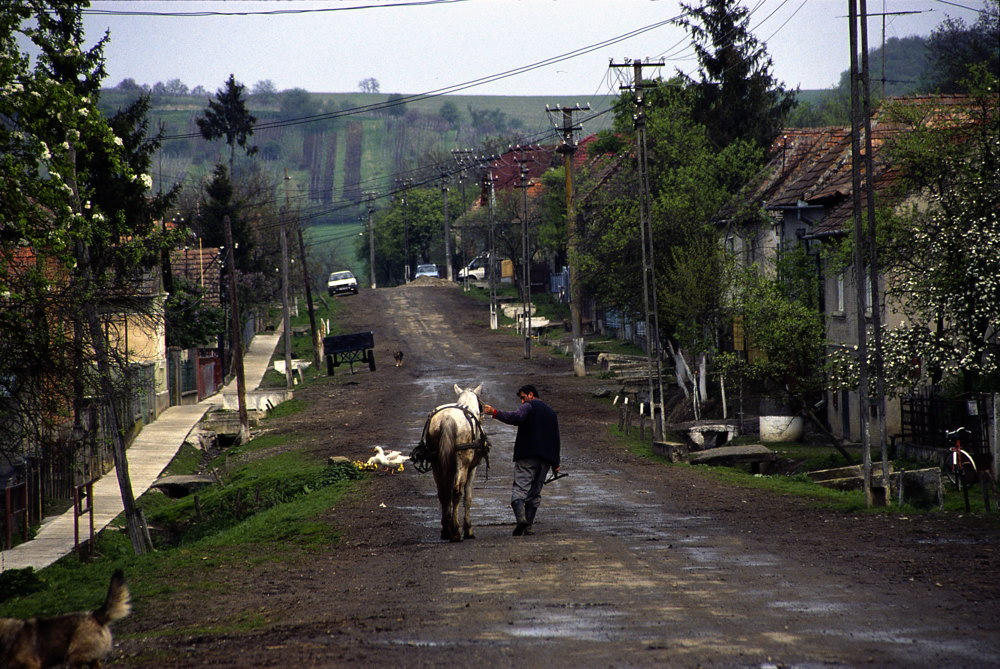
Nadișu
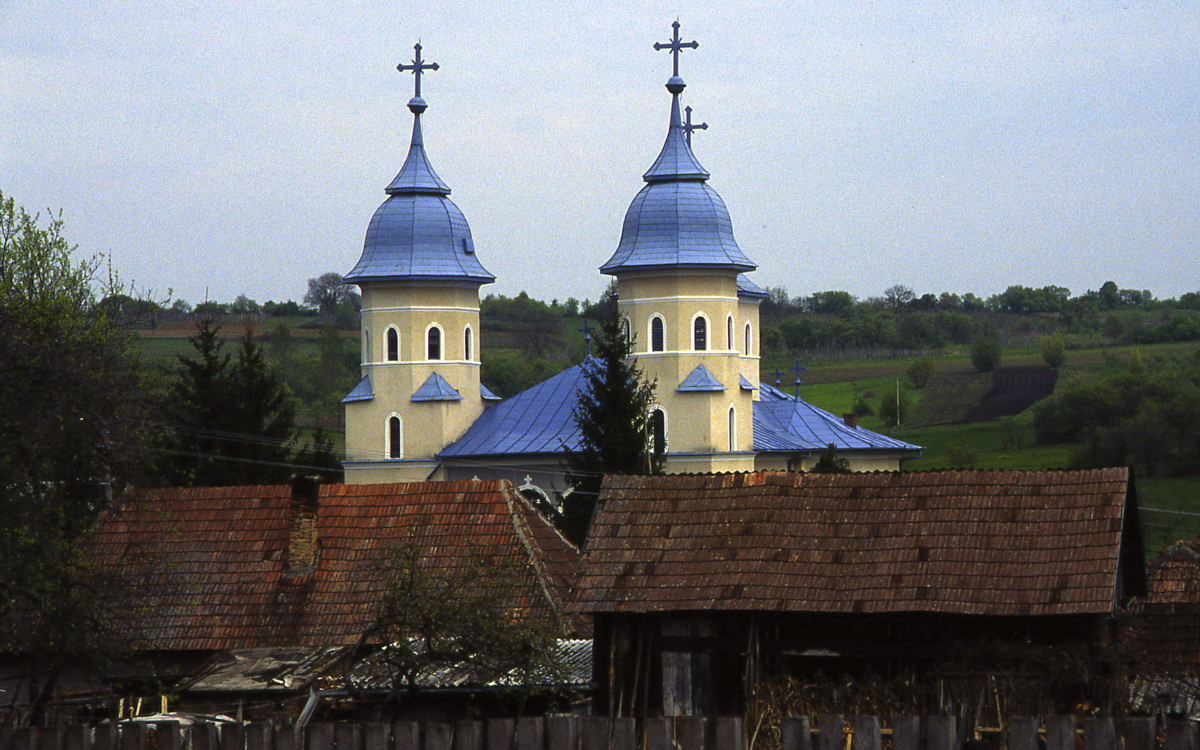
Giurtelecu
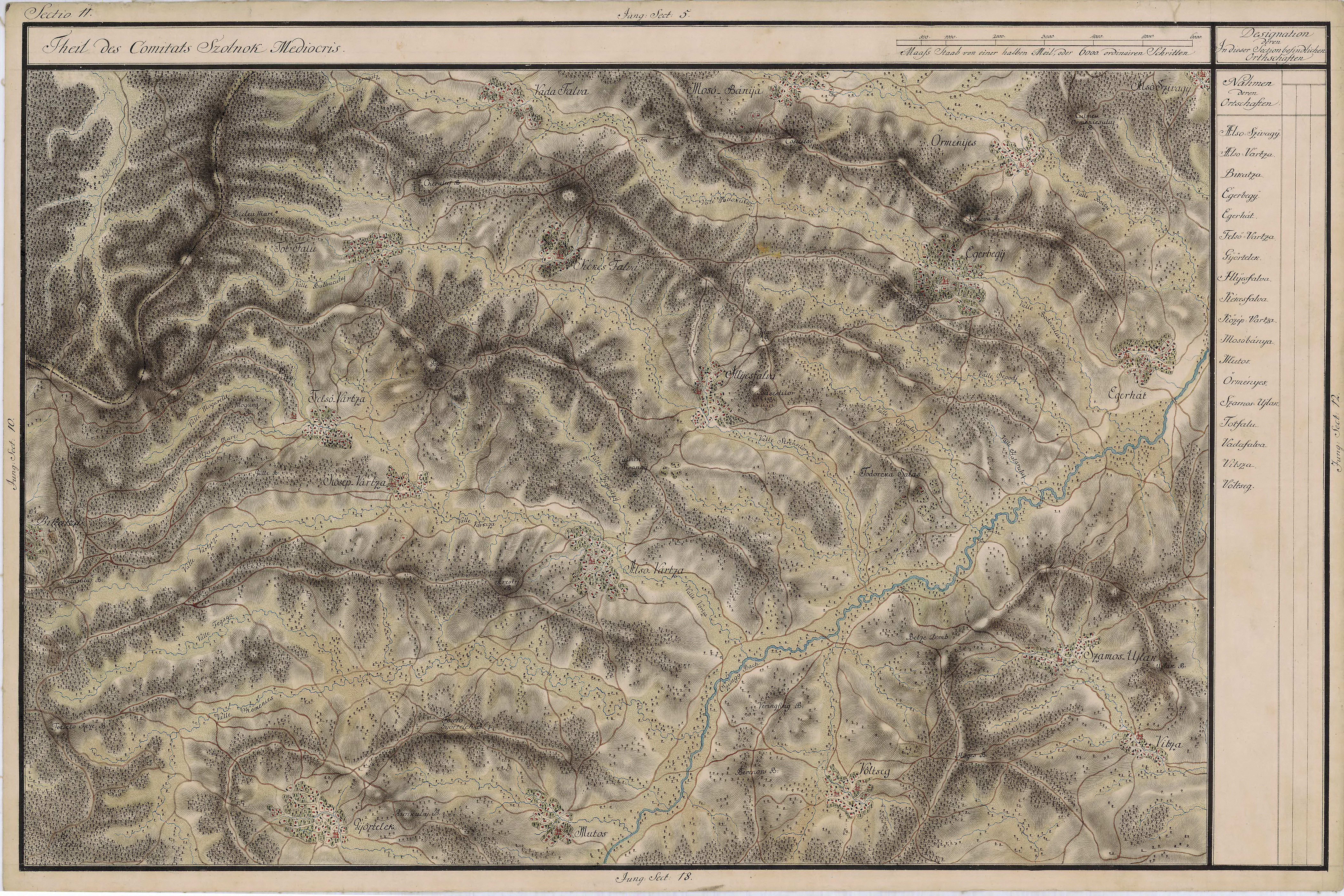
Harta Iosefină a Transilvaniei
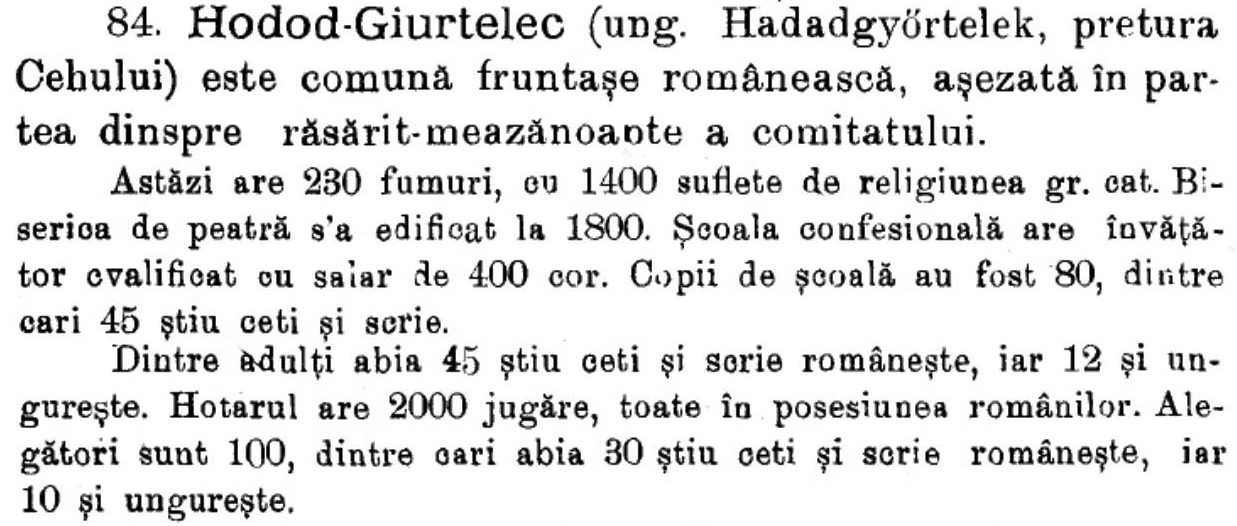
Giurtelecu in 1908
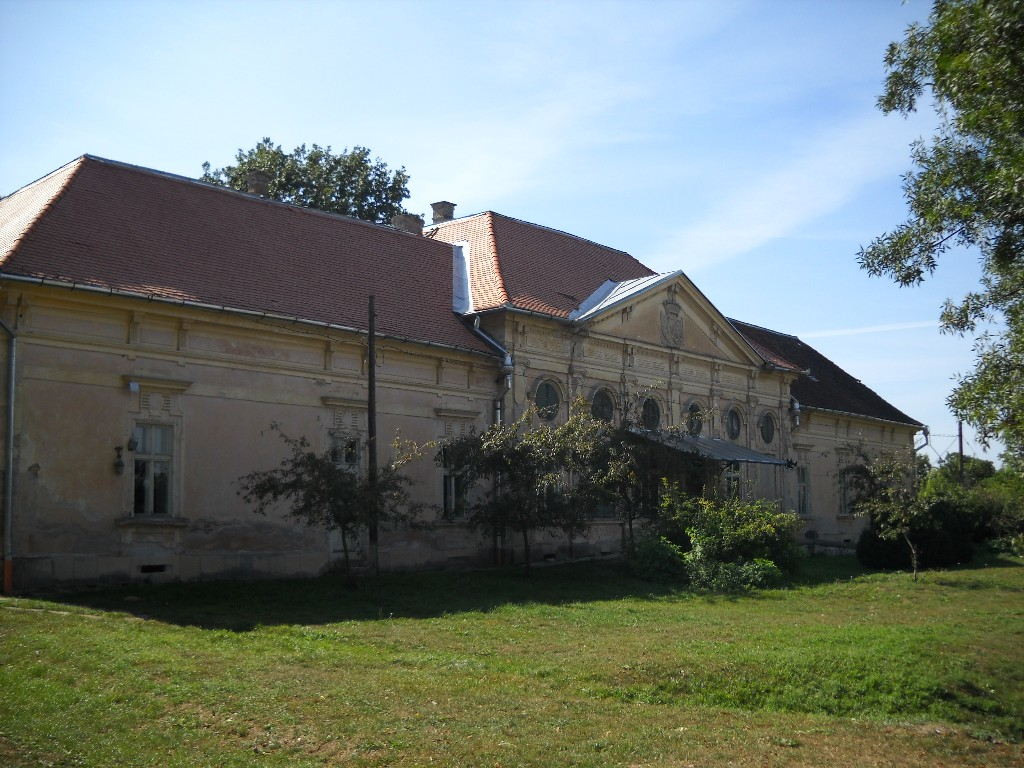
Hodod

## Personalități născute aici
- Mariska Ady (1889 - 1977), scriitoare.
- Béla Kun (Lelei, 1886 - 1938), politician.
- Virgil Măgureanu (Giurtelecu Hododului, 1941), șef al Serviciul Român de Informații din 1990 până în 1997;
- Geza Magyar (n. 1973), sportiv la canoe sprint⁠(d).